# Parafia św. Maksymiliana Marii Kolbego w Dziwnówku
Parafia pw. św. Maksymiliana Marii Kolbego w Dziwnówku – parafia rzymskokatolicka należąca do  dekanatu Kamień Pomorski, archidiecezji szczecińsko-kamieńskiej, metropolii szczecińsko-kamieńskiej. W parafii posługują księża diecezjalni. Według stanu na wrzesień 2018 proboszczem parafii był ks. Zbigniew Niemasik. 

## Miejsca święte

### Kościół parafialny
Kościół św. Maksymiliana Marii Kolbego w Dziwnówku

### Kościoły filialne i kaplice
Kościół św. Franciszka z Asyżu we Wrzosowie